# Lake in the Hills
Lake in the Hills est un village du comté de McHenry dans l'Illinois, aux États-Unis,. Situé au sud du comté, il est incorporé le 20 avril 1953.

## Démographie
Lors du recensement de 2010, le village comptait une population de 28 965 habitants. Elle est estimée, en 2016, à 28 830 habitants.

### Source de la traduction
- (en) Cet article est partiellement ou en totalité issu de l’article de Wikipédia en anglais intitulé « Lake in the Hills, Illinois » (voir la liste des auteurs).